# Большой Кожлаял
Большой Кожлаял (мар. Кугу Кожлаял) — деревня в Моркинском районе Республики Марий Эл. Входит в состав Себеусадского сельского поселения.

## География
Находится в юго-восточной части республики Марий Эл на расстоянии приблизительно 3 км по прямой на запад-северо-запад от районного центра посёлка Морки.

## История
Известна с 1924 года, когда здесь проживали 313 человек, мари. В 1958 году в деревне располагалось 67 дворов. В 1959 году в ней проживали 286 человек. С 1973 по 1992 год в состав деревни входила деревня Апанаево. В 2004 году в деревне располагается 45 домов (37 деревянных и 8 каменных). В советское время работал колхоз «Кожлаял».

## Население
Население составляло 125 человек (мари 98 %) в 2002 году, 107 в 2010.